# M69 (amas globulaire)
Pour les articles homonymes, voir M69.
M69 (NGC 6637) est un amas globulaire situé dans la constellation du Sagittaire à environ 28 700 a.l. (8,8 kpc) du Soleil et à 5 550 a.l. (1,7 kpc) du centre de la Voie lactée.

## Histoire
L'astronome français Charles Messier a découvert cet amas globulaire et il l'a ajouté à son catalogue le 31 aout 1780,. La même nuit, il a aussi découvert M70. Il a découvert cet amas en cherchant un objet nébuleux catalogué par Nicolas-Louis de Lacaille sous la désignation Lac I.11, après l'avoir cherché en vain en 1764. Il pensait que c'était cet objet, mais à tort car M69 est beaucoup moins lumineux que tout objet observé par Lacaille avec sa lunette de 0,5 pouce (12,7 mm) de diamètre.

## Observation
Messier 69 est l'un des plus petits et des moins lumineux amas globulaires du catalogue Messier. Avec des jumelles de 7×50 ou de 10×50, on peut à peine l'apercevoir par une nuit sombre si le lieu d'observation n'est pas très au nord.

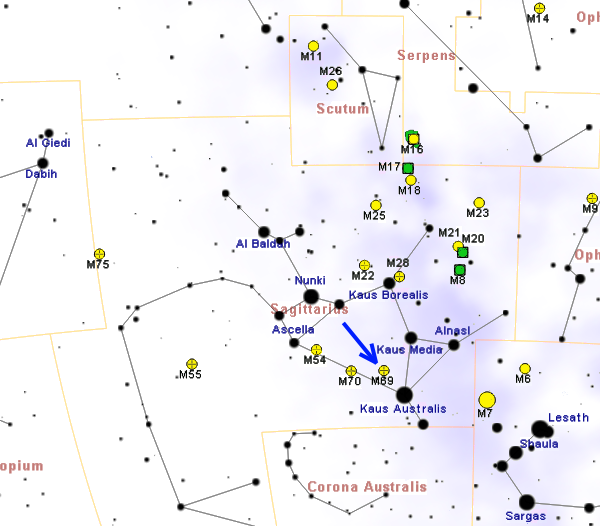
Localisation de Messier 69 dans la constellation du Sagittaire.

L'amas est à environ 2,5° au nord-est de l'étoile Kaus Australis (Epsilon Sagittarii).

## Caractéristiques

### Vitesse, distance et taille
Selon de récentes mesures effectuées par le satellite Gaia, la vitesse radiale héliocentrique de cet amas est égale à 46,63 ± 1,45 km/s,. William W. Harris indique une vitesse un peu différente, soit 39,9 ± 2,8 km/s.
Cet amas est presque parfaitement circulaire, ayant une ellipticité égale à 0,01 et sa taille apparente est de 7,1′, ce qui, compte tenu de sa distance estimée à environ 8,8 kpc (∼28 700 al) et grâce à un calcul simple, équivaut à une taille réelle d'environ 59 années-lumière. Des photographies à très longue exposition montre un diamètre un peu plus grand, soit 9,8′, lui conférant ainsi un diamètre réel d'environ 82 années-lumière. Le cœur de l'amas est compact et brillant. Sa taille est d'environ 3′. La concentration près du centre est intermédiaire, ce qui lui confère une classe de concentration Shapley-Sawyer V.

### Métallicité et âge
Cinq valeurs de la métallicité comprises entre -0,70 et -0,90 sont indiquées sur Simbad. La valeur indiquée par Harris est de -0,64 et Forbes indique une valeur de -0.78. Une métallicité comprise entre -0,90 et -0,64 signifie que la concentration en fer de Messier 69 est comprise entre 13 % et 23 % de celle du Soleil. Après le Big Bang, l'Univers étant surtout composé d'hydrogène et d'hélium, la métallicité était pratiquement nulle. L'univers s'est progressivement enrichi en métaux (éléments plus lourds que l'hélium) grâce à la synthèse de ceux-ci dans le cœur des étoiles. La métallicité des amas du halo de la Voie lactée varie d'un centième (1 %) à un dixième (10 %) de la métallicité solaire, ce qui signifie que ces amas se décomposent en deux sous-groupes, les relativement jeunes et les vieux. Selon sa métallicité, M69 serait donc un amas relativement riche en métaux, âgé d'environ 13,06 milliards d'années.

## Galerie

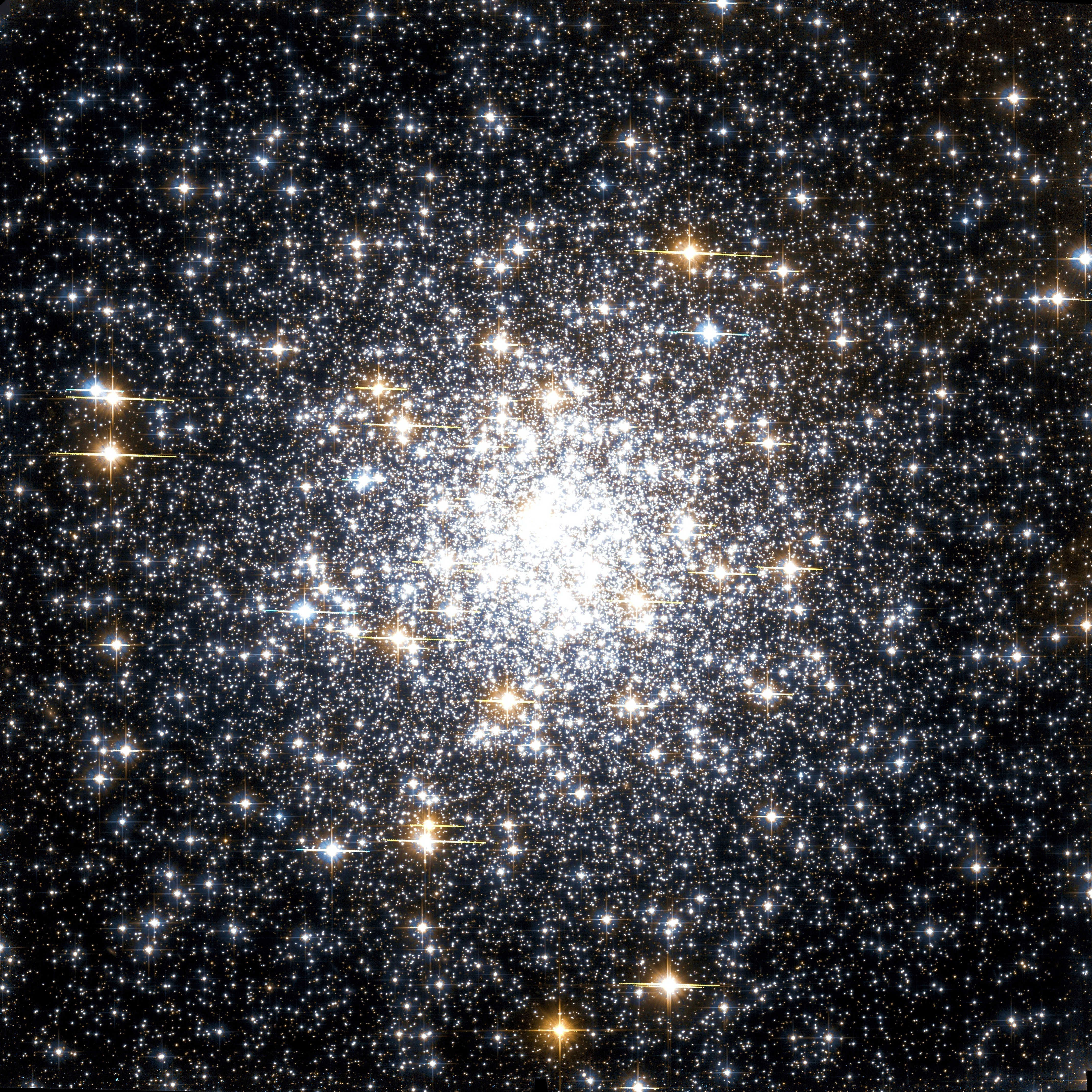
Autre image de Messier 69 par le télescope spatial Hubble.
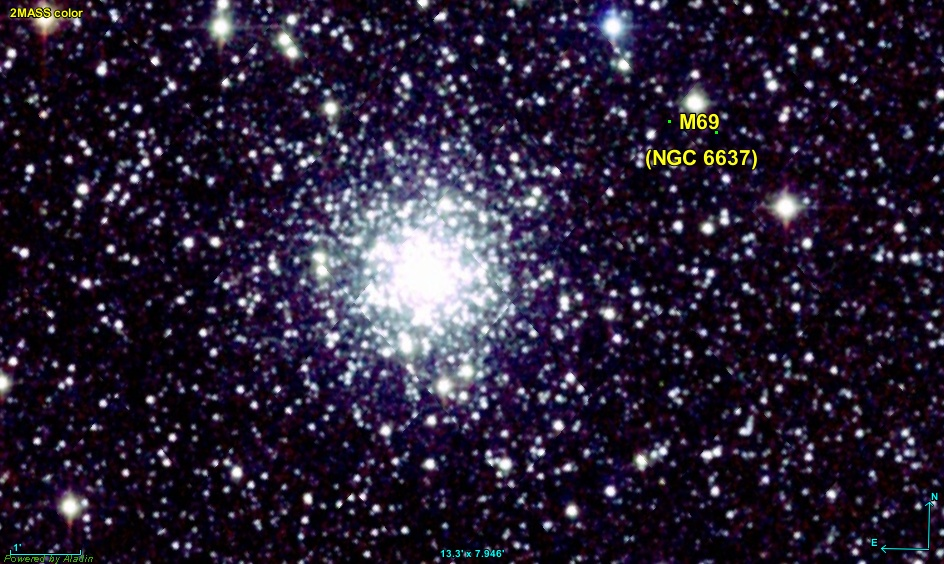
M69 en infrarouge par le relevé 2MASS.
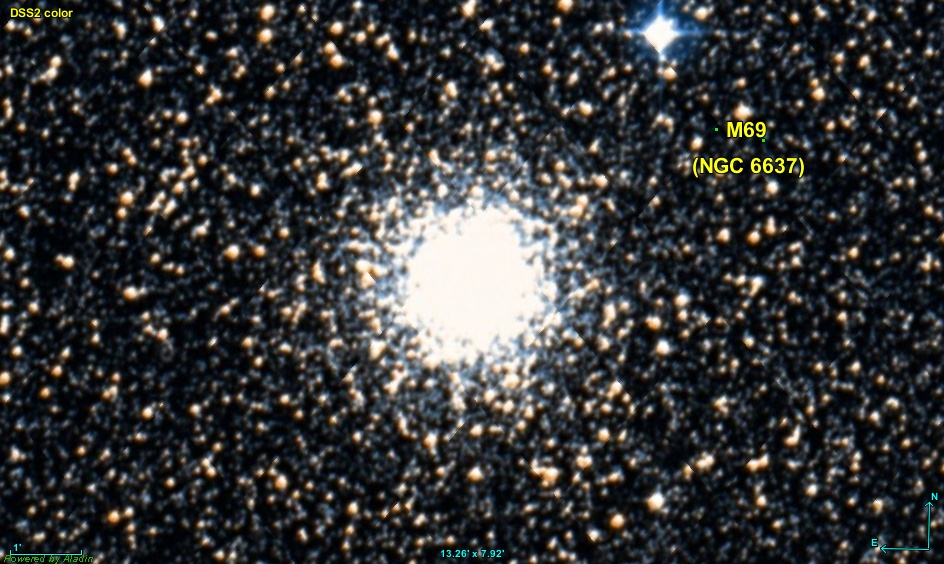
M69 en lumière visible par le relevé Digitized Sky Survey.